# Poubelle de table
Pour les articles homonymes, voir Poubelle (homonymie).
Une poubelle de table est un récipient destiné à recevoir les déchets alimentaires. Elles sont souvent placées dans les restaurants rapides.
Leur fabrication est souvent faite de métal, cependant elles peuvent être aussi constituées de bois.
Étymologiquement parlant, la poubelle de table était utilisée lors des fêtes, longs repas, etc., et trouvait donc sa place sur la table. Par extension, la poubelle de table est une poubelle destinée à recevoir tout type de détritus alimentaire.